# Edward Drinker Cope
Edward Drinker Cope (Philadelphia, Pennsylvania, 1840. július 28. – Philadelphia, 1897. április 12.) amerikai őslénykutató és összehasonlító anatómus. Zoológiai szakmunkákban nevének rövidítése: „Cope”.

## Élete
Kvéker szülők gyermekeként. Már kora gyermekkorától kezdve érdeklődött a természettudomány iránt. 1859-ben írt egy tanulmányt a szalamandrafélékről a philadelphiai Természettudományi Akadémia számára. Ez idő tájt lett a washingtoni Smithsonian Intézethez tartozó Megatherium Klub tagja. Tanulmányait részben a Pennsylvaniai Egyetemen, részben pedig Európában folytatta, ahol utazásokat is tett. 1865 és 1873 között a Természettudományi Akadémia kinevezett kurátora volt. 1864-től 1867-ig a Haverford Főiskola professzoraként tanított, 1889-ben pedig kinevezték a Pennsylvania Egyetem geológia és őslénytan professzorává.
Különösen érdeklődött az amerikai gerincesek fosszíliái iránt. 1871 és 1877 között a Kansas állambeli kréta kori, valamint a Wyoming és Colorado állambeli harmadidőszaki rétegek feltárásán dolgozott. Élete során legalább 1000 új fajt és számos kihalt gerinces nemet fedezett fel, melyek közt megtalálhatók az Új-Mexikó államból előkerült legrégebbi ismert emlősök és 56 dinoszauruszfaj is, például a Camarasaurus, az Amphicoelias és a Coelophysis. Cope rendkívül termékeny szerző volt, élete során több mint 1200 tudományos írást jelentetett meg. Dolgozott az Amerikai Egyesült Államok Geológiai Szolgálatánál (1874-ben) Új-Mexikóban, (1875-ben) Montanában, majd pedig (1877-ben) Oregonban és Texasban. Az American Naturalist (Amerikai Természettudós) szerkesztőjeként is tevékenykedett. Philadelphiában hunyt el 1897-ben.
Cope és Othniel Charles Marsh új fajok felfedezésért való versengése Csontháború néven vált ismertté. Cope végrendeletében azt kérte, hogy maradványait használják fel a Homo sapiens holotípusaként. 1993-ban Robert T. Bakker le is írta, a zoológiai kódex pedig elfogadta koponyáját a Homo sapiens holotípusaként.

## Főbb művei
- On the method of creation of organic types. M'Calla & Stavely, Philadelphia, 1871
- Collected papers in geology and paleontology, 1873-97
- On some of Prof. Marsh's criticisms, 1873
- On the short-footed Ungulata of the Eocene of Wyoming. Philadelphia, 1873
- Sketch of the zoology of Ohio. Philadelphia, 1873
- On the Plagopterinae and the ichthyology of Utah, 1874
- On the geologic age of the vertebrate fauna of the Eocene of New Mexico, 1876
- On a carnivorous Dinosaurian from the Dakota beds of Gold, 1877
- On the effects of impacts and strains on the feet of Mammalia. Philadelphia, 1881
- The origin of the fittest. Macmillan & Appleton, London, New York, 1887
- The primary factors of organic evolution. Open Court, Chicago, London, 1896
- Syllabus of lectures on the Vertebrata. Philadelphia 1898, p. m.
- The crocodilians, lizards and snakes of North America. Washington 1900, p. m.

## Fordítás
- Ez a szócikk részben vagy egészben a Edward Drinker Cope című angol Wikipédia-szócikk ezen változatának fordításán alapul.  Az eredeti cikk szerkesztőit annak laptörténete sorolja fel. Ez a jelzés csupán a megfogalmazás eredetét és a szerzői jogokat jelzi, nem szolgál a cikkben szereplő információk forrásmegjelöléseként.

## Ajánlott irodalom
- Jaffe, M.: The gilded dinosaur. Crown, New York, 2000, ISBN 0517707608
- Rains Wallace, D.: The bonehunters' revenge. Houghton Mifflin, Boston, 1999, ISBN 0395850894
- Lanham, U.: The bone hunters. Dover, New York, 1973-91, ISBN 0231031521, ISBN 0486269175
- Osborn, H. F.: Cope: master naturalist. Princeton, 1931
- Osborn, H. F.: Impressions of great naturalists. Scribners, New York, London, 1924
- Starr Jordan, D.: Leading American men of science. Holt, New York, 1910